# ولتشیتسه
ولتشیتسه (به چکی: Vlčice) یک منطقهٔ مسکونی در جمهوری چک است که در شهرستان تروتنوف واقع شده‌است.
 ولتشیتسه ۱۹٫۷۵ کیلومتر مربع مساحت و ۴۴۴ نفر جمعیت دارد و ۳۶۷ متر بالاتر از سطح دریا واقع شده‌است.